# Derecho hondureño
El derecho hondureño, es el conjunto de leyes, normas y reglamentos que forman el ordenamiento jurídico en la República de Honduras. 
La Constitución Nacional de Honduras, aprobada en enero de 1982 establece en su artículo primero que, "Honduras es un Estado de Derecho, soberano, constituido como república libre, democrática e independiente para asegurar a sus habitantes el goce de la justicia, la libertad, la cultura y el bienestar económico y social".
La Constitución posee primacía sobre todas las leyes y reglamentos jurídicos en Honduras.  
Honduras en tanto un Estado de Derecho posee un gobierno republicano, democrático y representativo. Existen tres poderes que componen el estado, que están claramente divididos y sin condiciones de subordinación: el poder legislativo, el poder ejecutivo y el poder judicial. La Constitución garantiza la observancia de los derechos fundamentales. El poder legislativo es el encargado de elaborar y aprobar las leyes, que luego son utilizadas por el poder judicial para hacer justicia. 
El artículo 15 de la Constitución indica que Honduras adhiere a los principios del Derecho internacional en cuanto a la solidaridad humana, la autodeterminación de los pueblos y el principio de no intervención entre otros, además de proclamar "la validez y obligatoria ejecución de las sentencias arbitrales y judiciales de carácter internacional".

## Códigos
El Derecho hondureño pertenece a la familia de los Derechos romanistas, derivados del Derecho Común. Inicialmente estaba formado por normas del Derecho Indiano y del Derecho de Castilla. Su codificación fue iniciada por los gobiernos liberales a partir del decenio de 1880.

## Derechos humanos en Honduras
Los siguientes pactos y convenciones han sido adoptados por numerosas organizaciones, entre ellas la Organización de las Naciones Unidas, Honduras ha firmado y ratificado varios de ellos, otros solo los ha firmado y otros no los ha firmado ni ratificado.
| Evento | Fecha de adopción       | Fecha de entrada en vigor | Estado de adopción (Honduras) |
| --- | ----------------------- | ------------------------- | ----------------------------- |
| Pacto Internacional de Derechos Económicos, Sociales y Culturales                                                      | 19 de diciembre de 1966 | 3 de enero de 1976        | Firmado y ratificado          |
| Pacto Internacional de Derechos Civiles y Políticos                                                                    | 16 de diciembre de 1966 | 23 de marzo de 1976       | Firmado y ratificado          |
| Convención Internacional sobre la Eliminación de todas las Formas de Discriminación Racial                             | 21 de diciembre de 1965 | 4 de enero de 1969        | Firmado y ratificado          |
| Convención Internacional para la protección de todas las Personas contra las Desapariciones Forzadas                   | 20 de diciembre de 2006 | 23 de diciembre de 2010   | Sin información               |
| Convención sobre la Eliminación de Todas las Formas de Discriminación contra la Mujer                                  | 18 de diciembre de 1979 | 3 de septiembre de 1981   | Firmado y ratificado          |
| Convención contra la tortura y otros tratos o penas crueles, inhumanas o degradantes                                   | 10 de diciembre de 1984 | 26 de junio de 1987       | Firmado y ratificado          |
| Convención sobre los Derechos del Niño                                                                                 | 20 de noviembre de 1989 | 18 de enero de 2002       | Firmado y ratificado          |
| Convención internacional sobre la protección de los derechos de todos los trabajadores migratorios y de sus familiares | 18 de diciembre de 1990 | 1 de julio de 2003        | Ni firmado ni ratificado      |
| Convención Internacional sobre los Derechos de las Personas con Discapacidad                                           | 13 de diciembre de 2006 | 3 de mayo de 2008.        | Firmado y ratificado          |